# RMS Titanic
 For alternative betydninger, se Titanic. (Se også artikler, som begynder med Titanic)
RMS Titanic var rederiet White Star Lines stolthed og det andet skib i Olympic-klassen. Det var tidens største dampdrevne skib. Titanic forliste på sin jomfrurejse natten mellem 14. og 15. april 1912. Forliset gik over i historien som en af de største skibskatastrofer i fredstid.

## Konstruktionen af RMSTitanic
Titanic omtales ofte som en luksusdamper, men først og fremmest var det et emigrantskib og dertil kongelig postbefragter ("RMS"). Millioner af udvandrere havde kurs for Amerika, og konkurrencen var hård. For at tiltrække passagerer gjaldt det at bygge større og hurtigere. I efteråret 1907 søsatte Cunard Line søsterskibene Lusitania og Mauritania, som kunne krydse Atlanterhavet på mindre end fem døgn. Konkurrenten White Star Line svarede med at planlægge tre søsterskibe, Olympic, Titanic og Gigantic, omkring 30 m længere og 13.000 tons større end Lusitania og Mauritania. Olympic blev sat i rute i juni 1911, og fik masser af opmærksomhed. Derimod gik det nærmest upåagtet hen, da Titanic forlod Southampton det følgende år. Skibet var kun ét af mange stadig større atlanterhavskrydsere, og de fleste interiørfotografier er derfor hentet fra Olympic, der var flagskibet; Titanic kun kopien. Gamle film af Titanic på vej ud fra Southampton, viser egentlig Olympic på vej ud fra New York.
Titanics køl blev lagt tre måneder efter Olympics, som blev lagt i december 1907. Det betød, at de to skibe næsten kunne bygges på samlebånd, og det, som værftet havde lært af konstruktionen af Olympic, kom Titanic til gode. Titanic blev bygget ved siden af søsterskibet Olympic med plads nr. 400, mens Titanic havde plads nr. 401. Arbejdet på de to skibe skred hurtigt frem, og Olympic var klar til at løbe af stablen 20. oktober 1910. Herved gik det over i historien som det største menneskeskabte objekt, der kunne bevæge sig. Samuel Joseph Scott, en af de 15.000 ansatte ved bygningen af Titanic og Olympic, omkom 20. april 1910, da han styrtede ned fra en stige og døde af kraniebrud. Den femtenårige blev lagt i en umærket grav i Belfast. Først i 2018 fik han en gravsten.
Under arbejdet med at montere Olympic, fortsatte arbejdet med Titanics skrog. Titanic var endelig klar 31. maj 1911, samme dag som Olympic blev overdraget til White Star Line i Belfasts havn efter to dages prøvesejlads. Da Titanic løb af stablen, var det verdens største skib, fordi det var tungest.
En undersøgelse, offentliggjort i 2008, dokumenterer, at Titanics bygning ikke levede op til de kvalitetskrav, konstruktørerne havde opstillet. Det gælder specielt for de nitter, der blev brugt. Kun de mest krævende samlinger blev lavet af stålnitter, resten af mere skrøbelige jernnitter. Det forcerede byggetempo medførte, at kvalificerede leverandører ikke kunne følge med, hvorfor værftet måtte indkøbe sekundavarer. Det kneb også med at finde tilstrækkeligt mange specialuddannede og erfarne nittere til arbejdet. Ved afprøvning af nagler fra vraget, fandt man et tykt lag af smelteslagger, som får jern til at forvitre, og under pres får nagler til at splintre.

### Søsætningen
Søsætningen af Titanic blev overværet af mange, både på land og fra mindre skibe. White Star Lines direktør, J. Bruce Ismay, Harland & Wolffs lord Pierre og J.P. Morgan – den reelle ejer af Titanic og Olympic – var til stede. Klokken 12:13 blev ordren givet til at lade skibet glide i vandet for første gang. Det tog Titanic 62 sekunder, hvorved den opnåede en gennemsnitsfart på 12 knob (22 km/t).
Under søsætningen tog Titanic et liv. James Dobbin, en af de mange skibsarbejdere, som skulle fjerne de træbjælker, der holdt Titanic fast, nåede ikke væk i tide og døde af sine kvæstelser. I alt mistede 16 mennesker livet under byggeriet af Titanic og Olympic. I nogle timer lå de to søsterskibe sammen, da Olympic samme dag var blevet overdraget til White Star Line. Klokken 15:00 gik J. Bruce Ismay m.fl. om bord på RMS Olympic og sejlede tilbage til Liverpool.
Da Titanic var søsat, gik turen til en særlig tørdok, som var bygget til Olympic-klassen, hvor Titanic, ligesom Olympic, skulle færdiggøres. Under udrustningen fik Titanic også som noget af det første installeret de store motorer, der skulle på plads inden dækket blev lukket. Også Titanics 29 kedler blev installeret, og den store generator, som skulle levere strøm til skibets belysning og store maskiner såsom køkkenmaskinerne. Generatorerne skulle senere gøre Titanics maskinarbejdere til helte, da de holdt dem i gang til lige før, skibet sank.
Da de store maskiner var på plads, begyndte arbejdet med resten af skibet, hvilket indebar alt fra tekniske instrumenter til de flotte udsmykninger, som gjorde Titanic til verdens mest luksuriøse skib, endda i højere grad end Olympic. Alt det resulterede i, at Titanic blev godt 1.000 tons tungere end Olympic. Selv om Olympic-klassen havde fire skorstene, var det ikke nødvendigt med mere end tre, men da lord Pierre mente at skibene ville komme til at se både større og prægtigere ud med fire, fik de en ekstra skorsten på. Den bagerste skorsten blev brugt til ventilation fra maskinrummet og køkkenet, til opbevaring af klapstole fra dækket og andre lagerfunktioner.
Arbejdet på Titanic blev forsinket, efter Olympic 20. september 1911 kolliderede med den britiske krydser HMS Hawke. Det betød, at arbejdskraft fra Titanic blev overført til reparationen af Olympic, som blandt andet måtte have skakten til skrueakslen skiftet. Det blev ikke et stort problem, da Titanic endnu ikke havde fået installeret sin.

### Redningsbådene
I januar 1912 blev Titanics redningsbåde monteret. Oprindeligt skulle der være 64, men som på Olympic blev det kun til 16 standardbåde, to nødbåde, samt fire sammenlægbare Engelhardt-både; en totalkapacitet på 1.178 personer. De fire Engelhardt-både bliver kort før afleveringen til rederiet White Star Line bestilt i Skotland hos McAllister-skibsværftet i Dumbarton. Olympic-klassen kunne medføre cirka 3.300 personer, men da handelskammeret blot krævede, at et skib på over 10.000 tons havde mindst 16 redningsbåde, blev antallet 20 - mere end reglerne krævede. Titanic blev anset så sikkert, at redningsbådene mere skulle ses som en måde Titanic potentielt kunne hjælpe andre skibe i nød, og i det usandsynlige tilfælde Titanic selv skulle evakueres, kunne redningsbådene sejle passagerer frem og tilbage mellem et andet skib, tilkaldt af Titanics moderne morse radio. Den nordatlantiske rute var så trafikeret, man anså et skib altid ville være i nærheden. Direktør Ismay måtte senere leve med, at han havde anset 20 redningsbåde tilstrækkeligt på et skib med 2.800 personer ombord.
Hvis Hamburg-Amerika Liniens Amerika var forlist, havde tabene været endnu større; hun havde 2.650 passagerer og 500 besætningsmedlemmer, og kun redningsbåde med plads til tredjedelen. Holland-Amerika Linjens Rotterdam kunne fragte mere end 4.000 personer, men havde kun redningsbåde til omkring en fjerdedel. Imidlertid blev det regnet som trygt at krydse Atlanteren i 1912. I årene 1899-1911 havde forskellige rederier fragtet omkring 6,4 millioner passagerer mellem  Europa og Nordamerika. Titanics forlis chokerede samtiden så stærkt, fordi skibskatastrofer normalt arter sig helt anderledes. Der var ingen nævneværdig slagside, og havet var blikstille. Det var også helt unormalt, at et synkefærdigt skib holdt sig flydende i to timer og 40 minutter, meget længere end selv skibstegneren Thomas Andrews forventede efter sammenstødet. Store skibe begyndte heller ikke at synke alene midt ude i Atlanteren; enten gik de på grund nærved kysten, eller stødte sammen med et andet skib. Isbjerge ansås ikke som en trussel, de var så store at man ville se dem i tide, og kunne ændre kurs og styre udenom. 14. april 1912 var imidlertid en nat som startede uden måneskin, med blikstille vand så ingen bølger slog mod isbjerget, og man så det derfor ikke før det var for sent. Erfaring tilsagde, at antal redningsbåde i forhold til antal personer om bord ikke betød fra eller til. Som regel sank skibet så hurtigt, at man kun fik nogle få redningsbåde sat på vandet; eller et mindre antal redningsbåde og tililende skibe fik de ombordværende sat i land.
Redningsbådbestemmelserne, Titanic forholdt sig til, gik tilbage til 1886, hvor udredninger var kommet til, at et antal redningsbåde tilsvarende antal passagerer bød på en række praktiske problemer, da der måtte en større besætning til for at håndtere redningsbådene. Ved et forlis ville der sandsynligvis heller ikke være tid til at få alle redningsbåde i vandet; og et stort antal redningsbåde på dæk kunne undergrave sikkerheden ved at nedsætte udkigsmulighederne fra dæk, samt reducere passagerernes mulighed for at trække frisk luft, som også var lovpålagt. Det blev dog påpeget, at for få redningsbåde kunne skabe panik blandt de rejsende. En ny søfartslov fra 1894 regnede antal påbudte redningsbåde ud efter skibets størrelse, hvor en person tilsvarede ti kubikfod. Et skib på 10.000 tons eller mere måtte have en minimumskapacitet på 5.500 kubikfod i redningsbåde klare til brug. Dermed var det højeste lovpålagte krav til redningsbåde 9.625 kubikfod, uanset antal passagerer ombord. Dette tilsvarede 962 personer. Sådan set havde Titanic plads til flere i redningsbådene, end de efter loven var nødt til. Og i 1912 var Norge så godt som det eneste europæiske land, som stillede krav om et tilstrækkeligt antal redningsbåde på transatlantiske passagerskibe.
3. februar 1912 var Titanic tilbage i tørdokken for at få påmonteret sine tre enorme skruer, samt få den sidste gang maling på hele skroget. Det varede dog ikke længe, før Titanic måtte forlade tørdokken for at give plads til Olympic, som havde mistet et af sine skrueblade efter at have ramt en undersøisk genstand. Det kom ikke til at betyde ret meget for Titanic, da det kun tog skibsarbejderne en enkelt dag at skifte Olympics ødelagte skrue, fordi de kunne nøjes med at afmontere Titanics styrbordsskrue og montere den på Olympic, der hurtigt forlod værftet. Det var sidste gang, de to skibe mødtes. Forklaringen er omdiskuteret i blandt Titanic eksperter. Olympic havde reservedele så som ekstra propeller i Belfast, men det er derimod ikke omdiskuteret at mandskab fra Titanic fik til opgave at arbejde på Olympics beskadige propel. Stærkeste bevis for, at der ikke blev brugt reservedele fra Titanic er, at Titanics reservepropeller i dag er udstillet, og således ikke var på skibet, da det sank. Ligeledes er det meget omdiskuteret, om Titanics centerpropel havde 3 eller 4 blade. Der findes ingen billeder af Titanics propeller, alle billeder er fra Olympic eller andre skibe. I Titanic kredse er det i dag generelt accepteret, at Titanic havde 3 propeller med 3 blade hver. Dette for at afgøre, hvad der var mest økonomisk, og således bruge den løsning for Britannic, det tredje skib i serien. Titanics centerpropel er begravet i sandet i dag, og hvad der er korrekt kan derfor ikke afgøres. Titanics kendte trappe blev i øvrigt heller aldrig fotograferet, alle billeder du ser fra den flotte trappe med uret er fra Olympic eller fra andre skibe.

### Titanicsførste sejlads
I slutningen af marts var arbejdet på Titanic færdigt, og skibet skulle på en prøvesejlads, der var planlagt til 1. april 1912 klokken 10:00. Pga. dårligt vejr blev den udskudt til dagen efter. Årsagen var, at det var alt for risikabelt at manøvrere det enorme skib ned igennem Lagan-floden, hvor Harland & Wolff-værftet lå.
Tirsdag 2. april var vejret godt nok til at sejle Titanic ud ad floden, og mange samledes på flodens bredder. Om bord var 78 fyrbødere og 41 andre besætningsmedlemmer. Titanics kaptajn under prøvesejladsen var Charles Barlett, eneste med kommandoen på alle tre skibe i Olympic-klassen. (Charles Barlett havde haft kommandoen på Olympic under prøvesejladsen og fik senere kommandoen på HMHS Britannic). Der var også repræsentanter om bord fra IMM, som Harold A. Sanderson fra Harland & Wolff og Thomas Andrews og Edward Wilding. Repræsentanter for White Star Line manglede, da J. Bruce Ismay og lord Pierre ikke kunne komme (Pierre pga. sygdom). Også Titanics to radiooperatører, Jack Phillips og Harold Bride, var om bord, primært for at teste og finindstille Titanics radiosystem. Ligeledes C.J. Smith fra Southampton, som havde leveret skibets kompas, som skulle testes for korrekt montering. Fra Board and Trade var Mr. Carruthers om bord; han havde til opgave at sikre sig, at alt virkede og give grønt lys for, om skibet kunne tillades til passagertransport.
2. april 1912 klokken 06:00 ankom de slæbebåde, som skulle slæbe Titanic ud på åbent vand, hvor prøvesejladsen skulle foregå. Der var fem slæbebåde, hvoraf den ene var Harland & Wolffs egen Hercules, som fik æren af at modtage det første slæbetov fra skibet. De andre slæbebåde var Huskisson, Herculaneum og Hornby. Efter alle slæbebådene havde monteret slæbetove og indtaget deres positioner, lød startsignalet fra hovedslæbebådens fløjte, og slæbebådene begyndte stille og roligt at stramme tovene og begyndte bugsere Titanic ned ad floden.
Da Titanic var to miles (3,2 km) ud for Carrickfergus, løsnede slæbebådene grebet, slap tovene og sejlede på sikker afstand. Titanic skulle sejle for egen kraft. Da ordren fra broen kom, åbnedes ventilerne, og damp fra kedlerne kom ind i de enorme maskiner. Titanics skruer begyndte langsomt at dreje, og skibet begyndte at bevæge sig for egen kraft.
Titanic var på vej ud på prøvesejlads. Stille nåede det op på 20 knob (37 km/t), hvorefter skibet stoppede. Adskillige andre manøvrer: drejninger kun ved brug af ror og skruer alene og start-/stoptest blev udført. Kort efter middag udførtes endnu en test, hvor Titanics ror blev drejet helt til den ene side, hvorefter skibet sejlede i en cirkel med en diameter på 3500 meter.
Den næste test var, hvor hurtigt skibet kunne bringes til stop, hvis motoren blev sat fuld kraft bak. Det kunne Titanic på 777 meter.
Derefter vendtes skibet hjemad. Undervejs prøvedes drejninger til begge sider for at se, hvordan skibet lod sig manøvrere. Klokken 19:00 blev det stoppet for en sidste prøve: at teste styr- og bagbordsankrene, hvilket gik uden problemer. Derved var Titanics prøvesejlads forbi, og Carruthers, Sanderson og Andrews underskrev skibets certifikat. Titanic var klar som passagerskib. Titanics sikkerhedssystemer blev aldrig testet. Det ansås som overflødigt, da de var magen til Olympics. Test af Titanic tog en halv dag, mens Olympic var blevet testet i hele 2 dage.
Dernæst blev alle, som ikke skulle med til Southampton, sejlet i land. Klokken 20:00 forlod Titanic værftsbyen, og satte kurs imod Southampton. Ved ankomsten der blev skibet mødt af fem slæbebåde fra Red Funnel Line; Ajax, Hector, Vulcan, Neptune og Hercules. Sammen bragte de Titanic sikkert til kajplads 44, hvorfra jomfrurejse begyndte 10. april 1912. Titanic blev aldrig vist frem for offentligheden i hendes hjemby, Liverpool. Da hun var stort set identisk med Olympic, anså man ikke folk ville være interesseret.

## Rejsen
Inden mødet med isbjerget havde Titanic været ramt af adskillige uheld. Nogle passagerer tolkede det som dårlige varsler. Eksempelvis nægtede en mor på 3. klasse at sove om natten, fordi hun var overbevist om, at noget katastrofalt ville ske. Allerede på afrejsedagen 10. april 1912 var der tale om to større uheld. Det ene skyldtes en brand i et af kullagrene. Det tog timer at få den slukket. Det andet uheld skete kort efter at Titanic havde lagt fra kaj. Suget fra de tre enorme skibsskruer havde ødelagt et nærliggende fartøjs fortøjninger og fik fartøjets bagende til at svinge ud. Titanic blev sat på fuld bak for at komme væk, mens bugserbåde strømmede til for at undgå et sammenstød. Med kun få meter fra en katastrofe lykkedes det bugserbådene at få trukket det mindre fartøj væk fra Titanic. Det var skyld i, at Titanic blev over en time forsinket, før det nåede første stop i Cherbourgh i Nordfrankrig. Her kom nogle af de mest prominente passagerer om bord, så som Molly Brown og verdens rigeste mand John Jacob Astor.
Kort før middag 11. april nåede Titanic sit andet og sidste stop i Irland. Her gik nogle heldige passagerer i land, mens håbefulde emigranter gik om bord på 3. klasse. Et enkelt besætningsmedlem forlod også skibet, da han blot havde taget ansættelse på Titanic, for at få et lift til Irland.  Omkring 13.30 lettede Titanic anker og dampede ud på Atlanterhavet med cirka 2230 passagerer og besætningsmedlemmer.  
De næste dage forløb sejladsen planmæssigt, og Titanic skød en god fart. Der har været utallige diskussioner efter forliset, om der var forsøg på at sætte hastighedsrekord over Atlanten. Det hurtigste skib var Mauretania, der var konkurrentens pragtstykke. Titanic kunne umuligt slå rekorden, da dets topfart kun var 23 knob (39 km/t). Rederiet White Star Line satsede på luksus og komfort, ikke på hastighed.
Fredag den 12. april modtog Titanic den første advarsel om is forude. Flere fulgte i løbet af dagen og lørdagen. Kaptajn Smith ændrede kursen lidt, så ruten nu gik lidt længere sydpå, i forventning om at undgå isfelterne. Søndag aften modtog radiotelegrafisterne Jack Phillips og Harold Bride alvorlige ismeldinger, men nogle af dem nåede aldrig kaptajn Smith. Den sidste advarsel blev modtaget kort før klokken 23, cirka tre kvarter før sammenstødet. De sidste og afgørende meldinger om is advarede om store is felter og isbjerge lige i Titanics rute, men de var ikke indikerede som vigtige og at de skulle leveres direkte til broen. Beskederne blev modtaget af Titanic, men på grund af den manglende prioritering som vigtige beskeder, er det omdiskuteret om disse beskeder blev leveret videre til broen. 

### Overlevende og omkomne
Blandt de overlevende var Violet Jessop, som var ombord på søsterskibet Olympic i 1911, da det kolliderede med et krigsskib (dog uden at synke), og på Britannic i 1916, da det sank nær Kéa i Det Ægæiske Hav. Den sidste af Titanics overlevende, Millvina Dean, som var to måneder gammel ved forliset, døde i 2009 i en alder af 97 år. Den eneste danske overlevende var Carla Christine Nielsine Andersen-Jensen.
Blandt de norske omkomne var Arne Fahlstrøm (f. 5. juli 1893), søn af skuespillerparret, som drev Fahlstrøms teater i Kristiania. Han skulle til USA for at studere film. Hvis hans lig blev fundet, blev han aldrig identificeret. Hans forældre testamenterede formuen til Redningsselskapet, som opkaldte et redningsskib efter ham.
| Alder / køn | Klasse / besætning | Antal ombord | Antal reddede | Antal omkomne | Procent reddede | Procent omkomne |
| ----------- | ------------------ | ------------ | ------------- | ------------- | --------------- | --------------- |
| Børn        | Første klasse      | 6            | 5             | 1             | 83%             | 17%             |
| Børn        | Anden klasse       | 24           | 24            | 0             | 100%            | 0%              |
| Børn        | Tredje klasse      | 79           | 27            | 52            | 34%             | 66%             |
| Kvinder     | Første klasse      | 144          | 140           | 4             | 97%             | 3%              |
| Kvinder     | Anden klasse       | 93           | 80            | 13            | 86%             | 14%             |
| Kvinder     | Tredje klasse      | 165          | 76            | 89            | 46%             | 54%             |
| Kvinder     | Besætning          | 23           | 20            | 3             | 87%             | 13%             |
| Mænd        | Første klasse      | 175          | 57            | 118           | 33%             | 67%             |
| Mænd        | Anden klasse       | 168          | 14            | 154           | 8%              | 92%             |
| Mænd        | Tredje klasse      | 462          | 75            | 387           | 16%             | 84%             |
| Mænd        | Besætning          | 885          | 192           | 693           | 22%             | 78%             |
| Total       | Total              | 2224         | 710           | 1514          | 32%             | 68%             |

[kilde mangler]

### De sidste timer
Skibsførere på ruten var opmærksomme på, at drivis i april 1912 skabte problemer. Søndag 14. april, da Titanic forliste, blev seks ismeldinger modtaget af skibet. Imidlertid var de ikke samstemte og dækkede en strækning på 140 km. Kaptajn Smith overlod til telegrafisterne at vurdere ismeldingernes vigtighed, og kun to blev bragt op på broen. Kl. 17:20 beordrede kaptajnen kursen lagt endnu længere mod syd for at undgå drivis. Samme aften bad han også udkiggerne om at holde ekstra udkig efter is, og hvis de var i tvivl, skulle han straks tilkaldes. Situationen for udkiggerne var vanskelig, da deres kikkert var glemt i Southampton. Der var intet månelys, og da havet var stille, var der heller ingen brændinger.
Kl. 23:40 fik udkigsmand Frederick Fleet pludselig øje på et stort isbjerg lige forud. Førstestyrmand Murdoch på broen gav straks ordre om, at skibet skulle svinge og bakke, men sammenstødet var uundgåeligt, og fandt sted et minut senere. Kaptajn Smith kom straks på broen. Så inspicerede fjerdestyrmand Boxhall og tømreren John Maxwell skaden foran i skibet. Der var 16 vandtætte rum, og skaden strakte sig fra boven til og med det sjette rum, dvs. kedelrum 5. Titanic kunne holde sig flydende, selv om de fire første rum blev sat under vand. Men om alle de seks forreste rum var sat under vand, kunne skibet ikke holde sig flydende. Allerede lige efter midnat blev det fastslået, at skibet ikke kunne holde sig flydende mere end allerhøjst halvanden time til. Kaptajn Smith gik til de to telegrafister og bad dem om at sende CQD, det almindelige nødsignal. Efter tyve minutter med CQD var telegrafisterne kommet i kontakt med en række skibe, som straks lagde kursen om i retning Titanic. Så sendte telegrafisterne det nye nødsignal SOS. Dette var en af de første gange, SOS blev taget i brug. Imidlertid befandt de fleste skibe sig mindst fem timer borte. Det nærmeste, Titanic fik kontakt med, var RMS Carpathia på sin vej fra New York til Middelhavet. Hun ændrede straks kurs mod Titanic, men var fire timer borte.
Kaptajn Smith gav kl. 0:05 besked om, at gøre redningsbådene klar. Der var 16 af dem, samt fire klapbåde (delvis sammenlægbare både) med plads til 1.200 personer. Imidlertid var der 2.200 ombord. Kaptajnen gav ordre om "kvinder og børn først". Den første redningsbåd blev sat i vandet omkring kl. 0:45 - mere end en time efter sammenstødet. Redningsbåden var bygget for 65 personer, men kun 28 var ombord. Først en halv time senere begyndte nogle af redningsbådene at være næsten fyldt. Den sidste redningsbåd, klapbåd D, blev sat i vandet lige efter kl. 2. Kl. 2:20 forsvandt Titanic i dybet, to timer og 40 minutter efter sammenstødet.
Albert Moss (1882-1973), tredjeklassepassager fra Bergen, var løbet op på broen og så i farten kaptajn Smith give milliardæren John Jacob Astor en redningskrans. Astor så uinteresseret på den. Hans 19-årige gravide kone sad allerede i redningsbåden, men der var ikke plads til Astor. Moss, der allerede havde oplevet et forlis i 1911, så at havet var stille, men store dønninger væltede isvand ind over folk i redningsbådene. Han så tredjeklassepassagerer bliver nægtet lov at gå i bådene. Selv faldt han i vandet, da dækket hældede, mens folk klamrede sig fast. Selv klatrede han op på en kæntret redningsbåd. Albert Moss havde bemærket, at dørene til de vandtætte afdelinger ikke var lukket. Han fik til svar, at de elektriske ledninger til disse døre ikke var lagt ind, og fik indtryk af, at skibet ikke var helt færdigt, da det blev søsat.
Den hårdeste kritik fra både den amerikanske og den britiske havarikommission ramte kaptajn Stanley Lord på fragtskibet Californian. Flere af de overlevende fra Titanic var sikre på at have set et skib i horisonten. Ved afhøring af Californians mandskab blev det fastslået, at Titanic havde været synligt i horisonten, men at kaptajn Lord ikke reagerede på nødraketterne eller gjorde noget forsøg på at opnå kontakt ved hjælp af skibets telegraf.

## Luftspejlingen
Det var en stjerneklar nat med blikstille hav, og forekommer utroligt, at udkiggerne Frederick Fleet og George Symons ikke fik øje på isbjerget, før sammenstødet var uundgåeligt. I 2010 opdagede historikeren Tim Maltin, at alle skibe målte temperatur i luft og hav hver fjerde time. I området, hvor Titanic sank, mødtes Golfstrømmens varme vand Labradorstrømmens kolde vandmasser, og om bord i Titanic blev der registreret et hurtigt temperaturfald i timerne forud for forliset. En koldfront og en varmfront mødtes helt nøjagtigt, hvor skibet stødte ind i isbjerget. Luftspejlinger i kolde områder er et kendt fænomen, og i 1912 nåede Labradorstrømmen ualmindeligt langt mod syd. Dermed opstod en optisk illusion, der også blev bemærket af andre skibe i området. I måneskin ville isbjerget have været synligt; men der var ingen måne den nat. Så sent som i 1992 omtalte en britisk undersøgelseskommission, at isbjerget kunne have været skjult i en luftspejling; men Maltin gennemgik vejrarkiverne fra april 1912. Han udgav derefter bogen A Very Deceiving Night, og medvirkede i dokumentarfilmen Titanic’s Final Mystery.

## Myter om Titanic
Skibet kunne ikke synke. Ingen samtidige, skriftlige kilder påstod, at Titanic ikke kunne synke. Skibet var ét af mange, der blev konstrueret med 16 vandtætte afdelinger adskilt af 15 vandtætte skotter, og blev - ligesom de - omtalt som skibe, der "praktisk talt ikke kunne synke". Ingen steder stod der, at skibene - eller Titanic - ikke kunne synke. Bladet The Shipbuilder præsenterede i 1911 Titanic som et skib med 16 vandtætte rum, som derfor "praktisk talt ikke kunne synke". Myten kan skrive sig fra en udtalelse af Philip Franklin, vicepræsident for selskabet, der ejede White Star Line. Da de første, modstridende meldinger om et sammenstød med et isbjerg nåede frem 15. april, blev Franklins kontor bestormet af bekymrede pårørende. Dagen efter gengav en række aviser en erklæring fra Franklin, hvor han forsikrede de fremmødte om, at Titanic "absolut ikke kunne synke". Bruce Ismay gentog overfor havarikommissionen, at han havde den opfattelse, at skibet ikke kunne synke, baseret på oplysninger fra værftet. Han forsikrede samtidig, at det ikke havde haft nogen indvirkning på antal redningsbåde. I senere interviews har overlevende fra forliset udtalt, at de mente, skibet ikke kunne synke. Myten opstod altså først efter, at skibet faktisk var gået ned.
Skibet skulle sætte en fartsrekord. Denne myte kan skrive sig fra en påstået samtale mellem førsteklassepassageren Emily Ryerson, som blev enke ved forliset, og skulle have spurgt Bruce Ismay, om faren for isbjerge ikke fik ham til at sætte farten ned. Ifølge avisopslag skulle han have svaret nej. Men i fru Ryersons erklæring til den amerikanske havarikommission står der ikke et ord om en sådan samtale. Alligevel er episoden ukritisk gengivet både i bøger og film, også Camerons film fra 1997. Den norske overlevende Bernt Johannessen fra Avaldsnes på Haugalandet, talte med sin bror Sakarias ved ankomsten til New York, og da Sakarias kom tilbage til Norge få uger senere, formidlede han til norske aviser, at ordet "rekord" stadig blev hørt om bord; især 14. april, da sammenstødet fandt sted. Bergens Tidende havde som overskrift 20. april 1912, at "Det skulde være en rekordreise". Men hvilken fartsrekord skulle være aktuel for Titanic? Med sit maskineri kunne skibet gå med 22-23 knob, og slet ikke måle sig med Mauretanias 25-26 knob. Ruten mellem Storbritannien og New York var også kortere i efteråret, da Mauretania satte transatlantisk fartsrekord. Titanic krydsede havet i foråret, da ruten var længere, fordi den bøjede mod syd netop for at undgå drivis. Ankomst New York var sat til kl. 5 om morgenen 17. april. Skulle skibet uventet ankomme tidligere, ville det være midt om natten, hvor passagererne lå og sov. Først skulle skibet i karantæne i Manhattan Lower Bay og efterses af læger. Det var standard procedure for alle emigrantskibe, og kunne tage flere timer. Der måtte også - uventet - fremskaffes mindst ti slæbebåde til at få skibet til kaj. Alle tredjeklassepassagerer skulle også gennem indvandringskontrollen på Ellis Island. Af rent praktiske grunde var der intet at vinde ved at ankomme før opsat rutetid.
Der blev skudt mod passagerer. Femtestyrmand Lowe stadfæstede overfor den britiske havarikommission, at han affyrede skud nedad skibssiden for at forhindre trængsel mod redningsbåd 14, bekræftet af tre andre besætningsmedlemmer. Den norske overlevende Karl Midtsjø skrev til sin bror i Ski i Follo lige efter forliset: "Og nogen blev skut når dem vilde trænge sig op i baatene." I Camerons film fra 1997 skyder og dræber førstestyrmand Murdoch en tredjeklassepassager, for derefter at skyde sig selv. Indbyggerne på hans hjemsted Dalbeattie reagerede med vantro, og vicepræsidenten i 20th Century Fox, som producerede filmen, måtte aflægge et besøg i Dalbeattie det følgende år for at beklage skaden, der var påført Murdochs eftermæle.
Ifølge Daily Mirror skal kaptajn Smiths revolver have forhindret et stormløb mod den sidste redningsbåd, da lady Duff Gordon satte sig i den. Dertil skulle en mand have prøvet at hoppe ned i båden, men blev skudt og faldt ned i bunden af båden og liggende der død, til de blev taget op af Carpathia. I virkeligheden var der hverken noget stormløb mod Duff Gordons redningsbåd eller noget lig - der var kun tolv personer ombord, de fleste besætningsmedlemmer. Ifølge uverificerede rapporter skal lady'en have sagt til sin mand, da skibet gik ned: "Der forsvandt din smukke natkjole." Angiveligt gjorde det oprørte mandskab opmærksom på, at de havde mistet levebrødet, hvorpå Duff Gordon stak hver af dem £5. Senere blev dette mistænkt for at være en bestikkelse for at holde dem fra at vende båden for at redde flere.

## Symbolsk betydning
Luksusdamperens forlis kom til at symbolisere den verden, som forsvandt med første verdenskrig, hvor overklassen sejlede på første klasse og havde en tjener på hver en finger, mens fattige næsten ikke kunne tjene til livet, selvom de sled hårdt. Samtidig betød forliset og krigen et tab af den fremskridtstro, som havde behersket verden.
Men efter første verdenskrig var verden mættet af tragedier, og Titanic blev glemt frem til 1955, da forfatteren Walter Lord gravede historien frem i sin bog A night to remember, hvor han havde opsporet 63 overlevende og ladt dem fortælle. Bogen blev filmatiseret tre år senere og skabte ny interesse, efterfulgt af 50-årsmarkeringen i 1962.
I traditionen fra skillingsviserne blev der skrevet en norsk vise om Titanic, hvor allerede første vers udlægger hybris som årsag til forliset:
Det største skib på jorden som pløjed' bølgen blå,
i Syden som i Norden man ej dens mage så.
Og skibet dette stolte fik navnet Titanic,
men stoltheden forvoldte, at skibet under gik.
I 1978 skrev den svenske sanger og sangskriver Mikael Wiehe Titanic. I sangen blev skibet brugt som allegori på det moderne menneskes tiltro til de teknologiske fremskridt: "Vi går til bunds/hvor vi står/men flaget/det går i top."

## Film/tv
- Saved from the Titanic (1912) – første film om skibet, lavet kun få måneder efter ulykken. I filmen medvirker skuespillerinden Dorothy Gibson, som overlevede katastrofen i virkeligheden.
- In Nacht und Eis (1912) – tysk stumfilm.
- Atlantik (1929) – tysk film.
- Titanic (1943) – tysk film.
- Titanic (1953).
- A Night To Remember (1958) – den mest historisk korrekte film indtil da, og inspirationskilde for James Camerons film næsten 40 år senere.
- SOS Titanic (1979) – Helen Mirren og Ian Holm medvirker. Desuden medvirker også David Warner, som spiller den kyniske Lovejoy i 1997-versionen.
- Raise The Titanic! (1980) – opdigtet koldkrigsdrama, hvor amerikanerne hæver skibet for at få fat i det ukendte mineral byzanium, som de mener er om bord og kan bruges til et supervåben. Medvirkende er bl.a. Alec Guinness, Richard Jordan, Jason Robards og J.D. Cannon.
- Titanic (1996) – miniserie i tv med bl.a.Catherine Zeta-Jones og Peter Gallagher, der som den første film viste skibet blive delt i to stykker.
- Titanic (1997) – James Camerons filmsucces med Kate Winslet og Leonardo DiCaprio i hovedrollerne; vinder af bl.a. 11 Oscars.
- Ghosts of the Abyss (2003) – 3-D-dokumentarfilm, der viser vraget. Instrueret af James Cameron.
- Titanic – Birth of a Legend (2005) tv-film om konstruktionen af Titanic.
- Unsinkable Titanic (2008) – engelsk tv-dokumentarprogram om den lange kæde af menneskelige fejl og uheldige omstændigheder, der til sammen førte til Titanics forlis.
- Titanic in 3D (2012) - 3-D-udgave af James Camerons film fra 1997, hvor de oprindeligt filmede scener er gjort tredimensionelle ved hjælp af computergrafik.
- Titanic: Storhed og Fald (2012) – tv-serie om konstruktionen og forliset. Med bl.a. Kevin Zegers og Derek Jacobi.

## Danskere om bord påTitanic
2. klasse
- Hans Christian Givard – omkommet, lig nr. 305 – begravet på Fairview Lawn Cemetery i Halifax, Canada.
- Jacob Christian Milling – omkommet, lig nr. 271 - fra Odense, født i 1863, begravet på Assistens Kirkegård.[53]
- Martin Ponesell – omkommet

3. klasse
- Henry Damsgaard Hansen, manufakturist – omkommet, lig nummer 69.
- Carla Christine Nielsine Andersen-Jensen – reddet, redningsbåd 16.
- Henrik Juul Hansen – omkommet, lig ikke fundet.
- Niels Peder Jensen – omkommet, lig ikke fundet.
- Hans Peder Jensen – omkommet, lig ikke fundet.
- Svend Lauritz Jensen – omkommet, lig ikke fundet.
- Claus Peter Hansen – omkommet, lig ikke fundet .
- Jennie Louise Howard Hansen - amerikansk født; blev dansk statsborger ved at gifte sig med Claus Peter Hansen. Overlevede i redningsbåd nr. 11. Hun står opført som dansk både på rejse til Europa og også på Titanics passagerliste, men på Public Record Offices dokument over overlevende er hun opført som amerikansk statsborger.

- Einer Windeløv – omkommet
- Marius Petersen – formentlig ikke om bord. Fik refunderet 90% af billettens pris. En Marius Pedersen rejste 2.maj 1912 med Thingvallalinjens SS United States. Måske samme mand?

Besætning
- Charles Valdemar Jensen, Steward – omkommet. Eneste skandinaviske besætningsmedlem

## Galleri
- En redningsbåd (Engelhardt D) med nogle af de overlevende
- Tegning af receptionen på første klasse
- Hvor skibet sank
- Hvordan isbjerget sænkede skibet
- Sammenligning af størrelsen med andre store skibe
- Tegningerne over Olympic, Titanics søsterskib

## Fodnoter
1. 1 2 3 4 5 6  "Description of the Ship, British Wreck Commissioner's Inquiry Report". Titanic Inquiry Project (engelsk). 30. juli 1912. Arkiveret fra originalen 14. juli 2016. Hentet 24. maj 2011.
2. 1 2 3 4  Beveridge & al. 2009, s. Chapter 1.
3. ↑  Beveridge, Bruce; Andrews, Scott; Hall, Steve; Klistorner, Daniel (2009). "Titanic: The Ship Magnificent (Chapter 1: Inception & Construction Plans)" (engelsk). Arkiveret fra originalen 24. april 2012. Hentet 25. maj 2011.
4. ↑  Beveridge & al. 2009, s. Chapter 3.
5. ↑  National Museums Northern Ireland 2011, s. Launch of Titanic.
6. ↑  National Museums Northern Ireland 2011, s. Loss.
7. ↑  Gulf of Maine Aquarium 2011, s. The grave of the Titanic.
8. 1 2 3  Staff (27. maj 1911). "The Olympic and Titanic". The Times (engelsk). London (39596): 4.
9. ↑  The Titanic's 25 March 1912 Liverpool Transcript of Register for Transmission to Registrar-General of Shipping and Seamen listed her speed as 21 knots (39 km/h; 24 mph).
10. ↑  Spignesi 1998, s. 6.
11. ↑  "Testimony of Joseph B. Ismay, Day 17, cont., British Wreck Commissioner's Inquiry". Titanic Inquiry Project. 1999-2012. Hentet 2. juni 2011.
12. 1 2  Beveridge & Hall 2004, s. 1.
13. ↑  Chirnside 2004, s. 43.
14. ↑  "British Board of Trade report (grafik)" (engelsk). 2014-05-28. Hentet 25. oktober 2020.
15. ↑  "GSN Global Ship Numbering System : details". Gsn.ncl.ac.uk. Arkiveret fra originalen 5. september 2010. Hentet 31. juli 2010.
16. 1 2 3  Hallgeir Opedal: "Til bunns i Titanic", Dagbladet 14. april 2012
17. ↑  https://www.history.com/news/titanics-first-victim-gets-headstone-at-last
18. ↑  In Weak Rivets, a Possible Key to Titanic’s Doom – New York Times
19. ↑  Dårlige nagler sænkede Titanic | Ingeniøren
20. ↑  Death Certificate of James Dobbin (Shipwright)
21. ↑  https://www.npr.org/2011/10/15/141328305/how-to-survive-the-titanic-and-sink-your-name
22. ↑  Jakob Lothe og Per K. Sebak: Historien om Titanic (s. 110), Pax forlag, Oslo 2012, ISBN 978-82-530-3498-0
23. ↑  https://www.encyclopedia-titanica.org/titanic-victim/thomas-andrews.html
24. ↑  Jakob Lothe og Per K. Sebak: Historien om Titanic (s. 113)
25. ↑  Jakob Lothe og Per K. Sebak: Historien om Titanic (s. 118-20)
26. ↑  Jakob Lothe og Per K. Sebak: Historien om Titanic (s. 133)
27. ↑  Millvina Dean - Death, Family & Facts
28. ↑  Facebook
29. ↑  https://www.encyclopedia-titanica.org/titanic-victim/arne-joma-fahlstrom.html
30. ↑  RS 29 Arne Fahlstrøm - Redningsselskapet
31. ↑  Jakob Lothe og Per K. Sebak: Historien om Titanic (s. 102)
32. ↑  Jakob Lothe og Per K. Sebak: Historien om Titanic (s. 107)
33. ↑  Jakob Lothe og Per K. Sebak: Historien om Titanic (s. 22)
34. ↑  Jakob Lothe og Per K. Sebak: Historien om Titanic (s. 23)
35. ↑  https://www.aftenbladet.no/lokalt/i/jga8o/farfar-dde-pa-titanic
36. ↑  https://fffs.no/wp-content/uploads/2012/06/Draapen-02-12-lav.pdf (s. 20-21)
37. ↑  Bestefar overlevde Titanic – Dagsavisen
38. ↑  Jakob Lothe og Per K. Sebak: Historien om Titanic (s. 27)
39. ↑  Did the Titanic Sink Because of an Optical Illusion? | Smithsonian
40. ↑  Hutchings & de Kerbrech 2011, s. 44.
41. ↑  TIP | United States Senate Inquiry | Day 3 | Testimony of Philip Franklin (Vice President, International Mercantile Marine Co.)
42. ↑  Jakob Lothe og Per K. Sebak: Historien om Titanic (s. 182-85)
43. ↑  https://www.encyclopedia-titanica.org/titanic-survivor/emily-borie-ryerson.html
44. ↑  https://www.encyclopedia-titanica.org/titanic-survivor/bernt-johannes-johannesen.html
45. ↑  Jakob Lothe og Per K. Sebak: Historien om Titanic (s. 102-05)
46. ↑  Jakob Lothe og Per K. Sebak: Historien om Titanic (s. 189)
47. ↑  Skrev om skuddene på Titanic – Stor-Oslo
48. ↑  The Dalbeattie Apology | William Murdoch
49. ↑  BBC News | UK | Titanic makers say sorry
50. ↑  https://www.encyclopedia-titanica.org/titanic-survivor/lady-duff-gordon.html
51. ↑  A Scandal Survives: The Story of Fashion Designer (and Titanic Passenger) Lucile | Vogue
52. ↑  Titanic på Norsk - Sangen om Titanic's forlis
53. ↑  Jacob Christian Milling (1863-1912) - Find a Grave Memorial